# Список франкских королей
Изначально, франками руководили дуксы (военачальники) и мелкие короли. Салические Меровинги поднялись к господству среди всех племён франков и завоевали бо́льшую часть Римской Галлии. Они также завоевали галльскую территорию Вестготского королевства в 507 году. Сыновья Хлодвига I завоевали бургундов и Алеманнов. Они захватили Прованс, Баварию и Тюрингов. Меровинги были позже вытеснены династией Каролингов в VIII столетии. К концу IX века Каролинги были вытеснены на протяжении большей части своего царства другими династиями. Идея «Короля франков» или «Rex Francorum» постепенно исчезла в XI и XII веках.
Общая временная шкала франкских правителей сложна, так как страна часто делилось между сыновьями лидера после его смерти, а затем в конечном итоге воссоединялось через брак, договор или завоевание. Таким образом, франкских королей часто было несколько, из-за этого в списке могут быть несоответствия. Поскольку традиции наследования со временем менялись, Франция (современный термин для обозначения земель франков) включала более или менее постоянные государства: Западно-Франкское королевство сформировало центр Франкского королевства, Восточно-Франкское королевство развилось в Королевство Германия, а пока Средне-Франкское королевство становилось недолговечным Королевством Лотарингия, оно было захвачено соседями. Во время правления Капетинской династии франкские правители стали королями Франции. Титул формализировался при правлении Филиппа II Августа, когда тот изменил прежнюю форму в 1190 году. На востоке Германия избавилась от французского контроля, когда в 911 году избрали королём Конрада I.

## Короли франков (451—511)

### Династия Меровингов
Хлодвиг I объединил все мелкие франкские королевства, а также завоевал Римскую Галлию, Суассонскую область, Вестготское королевство. Он жил в Париже, однако главные резиденции находились в Суасоне, Реймсе, Меце и Орлеане. После его смерти, государство было разделено между четырьмя его сыновьями.
| Имя Годы правления            | Портрет | Рождение       | Смерть                           | Право на престол |
| ----------------------------- | ------- | -------------- | -------------------------------- | ---------------- |
| Меровей 451—458               |         | ок. 412, Турне | ок. 458 (45/46 лет)              |                  |
| Хильдерик I 458—481           |         | ок. 440        | ок. 481, Турне (40/41 лет)       | сын Меровея      |
| Хлодвиг I 481 — 27 ноября 511 |         | ок. 466, Турне | 27 ноября 511, Париж (44/45 лет) | сын Хильдерика I |

После смерти Хлодвига I, королевство было разделено между четырьмя его сыновьями: Хлотарь I правит Суассоном, Хильдеберт I правит Парижем, Хлодомир правит Орлеаном, Теодорих I правит Реймса и Аквитании.

## Короли франков в Нейстрии (511—679)

### Династия Меровингов
| Имя Годы правления                          | Портрет | Рождение       | Смерть                                    | Право на престол   |
| ------------------------------------------- | ------- | -------------- | ----------------------------------------- | ------------------ |
| Хильдеберт I 27 ноября 511 — 13 декабря 558 |         | 496, Реймс     | 13 декабря 558, Париж (61/62 года)        | сын Хлодвига I     |
| Хлотарь I 13 декабря 558 — 29 ноября 561    |         | ок. 497, Париж | 29 ноября 561, Компьень (63/64 года)      | брат Хильдеберта I |
| Хариберт I 29 ноября 561 — декабрь 567      |         | 517, Париж     | декабрь 567, Париж (49/50 лет)            | сын Хлотаря I      |
| Хильперик I декабрь 567 — сентябрь 584      |         | 539, Париж     | сентябрь 584, Шель (44/45 лет)            | сын Хлотаря I      |
| Хлотарь II сентябрь 584 — 18 октября 629    |         | 584, Париж     | 18 октября 629 (44/45 лет)                | сын Хильперика I   |
| Дагоберт I 18 октября 629 — 19 января 639   |         | 603, Париж     | 19 января 639, Эпине-сюр-Сен (33/34 года) | сын Хлотаря II     |
| Хлодвиг II 19 января 639 — 27 ноября 657    |         | 634, Париж     | 27 ноября 657 (22/23 года)                | сын Дагоберта I    |
| Хлотарь III 27 ноября 657 — весна 673       |         | 649, Париж     | весна 673 (23/24 года)                    | сын Хлодвига II    |
| Хильдерик II весна 673 — осень 675          |         | 654, Париж     | осень 675 (21/22 года)                    | брат Хлотаря III   |
| Теодорих III осень 675 — 23 декабря 679     |         | 654, Париж     | 12 апреля 691 (36/37 лет)                 | брат Хильдерика II |

## Короли франков в Австразии (511—679)

### Династия Меровингов
| Имя Годы правления                       | Портрет | Рождение       | Смерть                                    | Право на престол   |
| ---------------------------------------- | ------- | -------------- | ----------------------------------------- | ------------------ |
| Теодорих I 27 ноября 511 — начало 534    |         | 487, Париж     | начало 534 (46/47 лет)                    | сын Хлодвига I     |
| Теодеберт I начало 534 — около 548       |         | 503, Мец       | около 548 (44/45 лет)                     | сын Теодориха I    |
| Теодебальд около 548 — около 555         |         | ок. 535        | ок. 555 (19/20 лет)                       | сын Теодеберта I   |
| Хильдеберт I около 555 — 13 декабря 558  |         | 496, Реймс     | 13 декабря 558, Париж (61/62 года)        | сын Хлодвига I     |
| Хлотарь I 13 декабря 558 — 29 ноября 561 |         | ок. 497, Париж | 29 ноября 561, Компьень (63/64 года)      | брат Хильдеберта I |
| Сигиберт I 29 ноября 561 — около 575     |         | ок. 535        | ок. 575, Витри-ан-Артуа (39/40 лет)       | сын Хлотаря I      |
| Хильдеберт II около 575 — март 595       |         | ок. 535        | март 595 (24/25 лет)                      | сын Сигиберта I    |
| Теодеберт II март 595—612                |         | 586            | 612 (25/26 лет)                           | сын Хильдеберта II |
| Теодорих II 612—613                      |         | 587, Суасон    | 613, Мец (25/26 лет)                      | брат Теодеберта II |
| Сигиберт II 613                          |         | 601            | 613 (11/12 лет)                           | сын Теодориха II   |
| Хлотарь II конец 613—623                 |         | 584, Париж     | 18 октября 629 (44/45 лет)                | сын Хильперика I   |
| Дагоберт I 623—634                       |         | 603, Париж     | 19 января 639, Эпине-сюр-Сен (33/34 года) | брат Хлотаря II    |
| Сигиберт III 634 — 1 февраля 656         |         | 630            | 1 февраля 656 (25/26 лет)                 | сын Дагоберта I    |
| Хильдеберт Приёмный 1 февраля 656—661    |         | 640-е          | 661                                       | сын Сигиберта III  |
| Хлотарь III 661 — весна 673              |         | 649, Париж     | весна 673 (23/24 года)                    | сын Хлодвига II    |
| Хильдерик II весна 673 — осень 675       |         | 654, Париж     | осень 675 (21/22 года)                    | брат Хлотаря III   |
| Хлодвиг III осень 675 — ок. 676          |         | ок. 670        | ок. 676 (5/6 лет)                         | сын Хлотаря III    |
| Дагоберт II ок. 676 — 23 декабря 679     |         | ок. 650        | 23 декабря 679, Стене (28/29 лет)         | сын Сигиберта III  |

## Короли франков (679—840)

### Династия Меровингов
Во время Второй гражданской войны, Теодорих III подчинил Австразию и стал королём единого Франкского государства.
| Имя Годы правления                                      | Портрет | Рождение   | Смерть                                 | Право на престол     |
| ------------------------------------------------------- | ------- | ---------- | -------------------------------------- | -------------------- |
| Теодорих III 23 декабря 679 — 12 апреля 691             |         | 654, Париж | 12 апреля 691 (36/37 лет)              | брат Хильдерика II   |
| Хлодвиг IV 12 апреля 691—695                            |         | ок. 680    | 695 (14/15 лет)                        | сын Теодориха III    |
| Хильдеберт III 695 — 23 апреля 711                      |         | ок. 683    | 23 апреля 711 (27/28 лет)              | брат Хлодвига IV     |
| Дагоберт III 23 апреля 711 — 31 декабря 715             |         | ок. 699    | 31 декабря 715 (15/16 лет)             | брат Хильдеберта III |
| Хильперик II 31 декабря 715 — 13 февраля 721            |         | ок. 672    | 13 февраля 721, Аттиньи (48/49 лет)    | сын Хильдерика II    |
| Теодорих IV 13 февраля 721 — 16 марта или 30 апреля 737 |         | ок. 712    | 16 марта или 30 апреля 737 (24/25 лет) | сын Дагоберта III    |
| Междуцарствие (737—743)                                 |         |            |                                        |                      |
| Хильдерик III 743 — ноябрь 751                          |         | ок. 717    | 754 (36/37 лет)                        | сын Хильперика II    |

### Династия Каролингов
Изначально Каролинги были майордомами при Меровингах, однако после победы Пипина Геристальского в битве при Тертри он принял титул герцога франков. В марте 752 года Пипин III Короткий стал королём франков.
| Имя Годы правления                           | Портрет | Рождение                        | Смерть                                    | Право на престол          |
| -------------------------------------------- | ------- | ------------------------------- | ----------------------------------------- | ------------------------- |
| Пипин Короткий ноябрь 752 — 24 сентября 768  |         | 714                             | 24 сентября 768, Сен-Дени (54 года)       | государственный переворот |
| Карломан 24 сентября 768 — 4 декабря 771     |         | 28 июня 751, Суасон             | 4 декабря 771, Самусси (20 лет)           | сын Пипина Короткого      |
| Карл Великий 24 сентября 768 — 28 января 814 |         | 2 апреля 742, Льеж              | 28 января 814, Ахен (71 год)              | сын Пипина Короткого      |
| Людовик I 28 января 814 — 20 июня 840        |         | 16 апреля 778, Шассеню-дю-Пуату | 20 июня 840, Ингельхайм-ам-Райн (62 года) | сын Карла Великого        |

В 843 году, согласно Верденскому договору, Франкское королевство было разделено на три части.